# التافن
التافن (به آلمانی: Althofen) یک سکونتگاه مسکونی در اتریش است که در Sankt Veit an der Glan District واقع شده‌است.